# Нельсон (Аризона)
Нельсон (англ. Nelson) — переписна місцевість (CDP) в США, в окрузі Піма штату Аризона. Населення — 249 осіб (2020).

## Географія
Нельсон розташований за координатами 32°25′48″ пн. ш. 111°15′54″ зх. д. / 32.43000° пн. ш. 111.26500° зх. д. (32.430113, -111.265056). За даними Бюро перепису населення США в 2010 році переписна місцевість мала площу 1,14 км², уся площа — суходіл. В 2017 році площа становила 1,23 км², уся площа — суходіл.

## Демографія
Згідно з переписом 2010 року, у переписній місцевості мешкало 259 осіб у 89 домогосподарствах у складі 66 родин. Густота населення становила 227 осіб/км². Було 100 помешкань (88/км²).
Расовий склад населення:
| - 81,9 % — білих - 1,5 % — корінних американців - 1,5 % — чорних або афроамериканців - 1,2 % — азіатів - 13,5 % — осіб інших рас |

До двох чи більше рас належало 0,4 %. Частка іспаномовних становила 27,0 % від усіх жителів.
За віковим діапазоном населення розподілялося таким чином: 24,7 % — особи молодші 18 років, 65,3 % — особи у віці 18—64 років, 10,0 % — особи у віці 65 років та старші. Медіана віку мешканця становила 36,2 року. На 100 осіб жіночої статі у переписній місцевості припадало 90,4 чоловіків; на 100 жінок у віці від 18 років та старших — 80,6 чоловіків також старших 18 років.
Середній дохід на одне домашнє господарство становив 47 662 долари США (медіана — 39 028), а середній дохід на одну сім'ю — 53 585 доларів (медіана — 40 000). За межею бідності перебувало 30,4 % осіб, у тому числі 24,3 % дітей у віці до 18 років та 30,8 % осіб у віці 65 років та старших.
Цивільне працевлаштоване населення становило 165 осіб. Основні галузі зайнятості: освіта, охорона здоров'я та соціальна допомога — 34,5 %, мистецтво, розваги та відпочинок — 17,0 %, транспорт — 16,4 %.